# 民事連帯契約
民事連帯契約（みんじれんたいけいやく、Pacte Civil de Solidarité）は、1999年11月15日にフランスで民法改正によって施行された、「異性あるいは同性の自然人たる二人の成人による共同生活を組織するために行われる契約」である（フランス民法第515-1条）。
通称はPACS（パックス）であり、「市民連帯契約法案」、「連帯民事契約」、「連帯市民契約」、「連帯市民協約」と訳すこともある。

## 概要
民事連帯契約（以下、PACS）とは、同性・異性を問わず、共同生活を営もうとするカップルを対象とする契約（非婚カップル保護制度）である。
当事者自身が相互の権利と義務の関係を決めて契約書を自由に作成し、それを裁判所に提出して公証してもらうことにより、当事者だけでなく第三者にもその効力を発生させる。PACSの終了（契約の破棄）は必ずしも両者の合意を必要とせず、また、一方に婚姻や死亡があれば自動的に終了する。

## 沿革

### 立法の契機
PACSの立法の契機として、男女間の内縁カップルに認められている制度を同性間の内縁カップルに承認することを否定した、1989年7月11日の2つの判決がある。1つは、航空会社・エールフランスの内部規則で、内縁関係の者も対象となる家族割引の特典が、同性のパートナーに適用されるかを争ったものであり、もう1つは、被保険者と夫婦のように生活している者の受給資格を認めた、1978年1月2日施行の社会保障の一般化に関する法律は同性のパートナーも該当するかを争ったものである。これについて、フランスの最高裁判所である破毀院は、これらの規則や法律でいう「内縁関係の配偶者」や「夫婦のような生活」は男性と女性からなるカップルを指すとして、いずれも訴えは退けられた。
また、1997年12月17日の破毀院判決では、同性カップルの一方がエイズにより死亡した事例において、死亡した者とコンキュビナージュ（concubinage、日本語でいう内縁に近い）関係にあった者に認められる賃借権の移転について、コンキュビナージュは、婚姻の外観をもつ、安定的で継続的な関係からのみ生じうるため、1人の男性と1人の女性の間にのみ成立しうるものであり同性カップルには認めないとしたため、コンキュビナージュに同性カップルは認められないことが決定的となった。
これらの判決により、同性間の内縁カップルの権利が社会的な問題として注目され、同性の内縁カップルの保護に関する立法が必要であるという認識が広がり、1990年代から社会党や共産党を中心に、議員の一部が立法案を提案するようになる。

### 立法案の提出
1990年5月、同性カップルの制度化を目指してジャン＝リュック・メランションが提出した「民事パートナー（Partenariat civil）」法案がPACSの発端とされる。ただし、この時点では議論されることなく終わる。
1992年11月には、社会党議員8人により、賛同を得るためと平等性の確保のために、同性・異性の区別を設けず2人組であることのみを対象とした「民事結合契約（Contrat d'union civil）」法案が提案される。しかし、既に血縁・家族関係である親子・兄弟なども対象となるため、行き過ぎた制度として却下される。
1997年1月には「社会生活契約（Contrat de vie social）」法案と「社会結合契約（Contrat d'union social）」法案の2つが提案される。
1997年6月1日、国民議会議員選挙に際してPACSを政策の1つとして盛り込んだジョスパン内閣が成立し、司法大臣のエリザベート・ギグーが「社会結合契約（Contrat d'union social）」採択への意欲を示したことにより、PACSの議論が加速し始める。6月24日、「民事的かつ社会的結合に関する契約（Contrat d'union civil et social）」法案が提出される。
1998年4月28日、ジャン＝ピエール・ミシェル（フランス語: Jean-Pierre Michel (homme politique)）上院議員（市民運動所属）とパトリック・ブローシュ国民議会議員（社会党所属）により、PACS法案が提出されるが、10月9日、国民議会で否決される。

### 立法
一度否決されたPACS法案であるが、120時間の議論と7回の審議、2161の修正の末、1999年10月13日に投票総数568（賛成315票、反対249票、棄権4）で可決される。同年11月5日に、ジャック・シラク大統領は「家族の要求に適合していない」と懸念を表明したが、同年11月9日にフランスの憲法裁判所である憲法院はPACS法案を合憲とする採決を下し、同年11月15日に法律第944号として制定された。

### 改正
PACSは1999年に導入された後、細かな改正が行われたが、その中でも2006年6月23日の改正で、PACSの法技術的な不備や運用上の不都合を修正するといった比較的大きな改正が行われた。

## 手続き等

### 契約の成立
PACSは共同生活を組織するための性別を問わない2人の自然人である成人による契約とされる。この契約の内容・方式についての詳細は法定されていないため、法律の範囲内において、PACSを締結する当事者間で自分達の権利義務について自由に決定することができる。
PACSの申請・登録には、当事者2人が、必要書類を揃えた上で、本人同士が共同生活を送る居所にある小審裁判所（日本でいう簡易裁判所）の書記課に申請し、不備や問題がなければ、書記官がPACS専用の登録簿へ登録し、公示手続きを行う。この登録によってPACSの確定日付から当事者間でのPACSの効果が発生し、登録手続きが完了した日から第三者に対して効力を持つようになる。PACSの存在は、当事者2人の出生証書の欄外に記載される。
なお、登録後の契約内容の修正は、両者の承諾によって可能であり、その手続は前述の登録時と同じである。

### PACSの終了
PACSは下記の理由により解消される。
合意による終了
PACSを締結した当事者2人の共通の合意がある場合には、PACS終了の共同届出を作成し、PACSを登録した小審裁判所へ提出または送付することによってPACSを終了することができる。書記官の登録簿への登録の日から当事者間でのその効果が発生し、公示手続きが完了した日から第三者に対して効力を持つようになる。
一方からの終了
PACSを締結した当事者の一方は、もう一方の相手に対し、執行吏を介してPACSを終了させる旨を公式に送達し、かつその送達の写しをPACSを登録した小審裁判所へ提出または送付することによってPACSを終了することができる。このPACSの破棄については、相手方の過失等の破棄の理由を必要としない。その破棄が不当なものであり損害を受けたとする場合には、破棄を通知された方は、訴えて損害賠償を請求する権利がある。
婚姻
PACSを締結した者が異性間であり、その当事者間によって婚姻した場合、又は、一方が第三者と婚姻した場合は、その婚姻の日をもってPACSが解消される。
一方が被後見人となった場合
成人であっても後見を受けている場合にはPACSを結ぶことはできないが、PACSを結んだ後に裁判官が後見を宣言した場合は、後見人に破棄の意思を送達することにより、上記と同様の方法でPACSを解消することができる。
後見人は、家族会または後見裁判官の許可を受けた上で、またはPACSを結んだ被後見人のパートナーとの合意の上で、PACSを破棄することができる。
死亡
PACSを締結した当事者の一方が死亡した場合、その死亡証書の謄本をPACSを登録した小審裁判所の書記課に送付しなければならず、その死亡の日をもってPACSが終了したものとみなされる。

## 効果
第三者への効果
- 債権者

PACSの合意内容を第三者に対抗できるため、債権者に対して、当事者2人の財産関係に関する分配の定めについて主張することができる。また、日常生活の必需品に必要な出費については、第三者に対して連帯責任を負う。
- 賃貸人

PACSを締結している一方の当事者（賃借人）が住所を放棄しても、もう一方の当事者のために賃貸借契約は継続することとされ、賃借人である一方の当事者が死亡した場合には、その賃貸借契約は生存している方の当事者に移転されることとなる。
- 使用者

有給休暇の同時取得の権利、家族の慶弔等の休暇に関する規定も婚姻と同様に適用され、転勤の際には相手を考慮した配転がされるようになる。
税法上の効果
- 所得税

PACSを締結した者は、所得税につき、所得合計額に対する共同課税がなされる。これにより、一方が家計を支えている場合には有利な課税となる。
- 連帯富裕税

資産が一定額以上である場合に課される連帯富裕税は、婚姻の場合と同様に連帯課税となる。
- 譲渡税

PACSを締結した相手への無償譲与にかかる譲渡税の税率は、第三者への譲渡の税率よりも引き下げられる。
社会保障上の効果
社会保険の被保険者とPACSを締結している者で、それ以外の資格を有しない者は、被保険者の受給権者としての資格を持ち、疾病保険や出産保険の現物給付の権利が認められる。また、PACSを締結した一方の当事者が死亡した場合には、一定の条件下において、生存している方の当事者に死亡一時金が支給される場合もある。

## 締結数
元々、この法律は同性愛者のために作られたものだが、結婚と比べて独立性が高く、特に経済的な分離を特徴としているため、異性愛者のカップルにも選ばれるようになっている。INSEE（フランス国立統計経済研究所）のデータによれば、1999年から2020年までのPACSの締結数は下記の通りである。
| 年     | 異性間のPACS | 同性間のPACS | 全てのPACS |
| ------ | ------------ | ------------ | ---------- |
| 1999年 | 3,551        | 2,600        | 6,151      |
| 2000年 | 16,859       | 5,412        | 22,271     |
| 2001年 | 16,306       | 3,323        | 19,629     |
| 2002年 | 21,683       | 3,622        | 25,305     |
| 2003年 | 27,276       | 4,294        | 31,570     |
| 2004年 | 35,057       | 5,023        | 40,080     |
| 2005年 | 55,597       | 4,865        | 60,462     |
| 2006年 | 72,276       | 5,071        | 77,347     |
| 2007年 | 95,772       | 6,206        | 101,978    |
| 2008年 | 137,766      | 8,194        | 145,960    |
| 2009年 | 166,192      | 8,437        | 174,629    |
| 2010年 | 196,405      | 9,145        | 205,550    |
| 2011年 | 144,714      | 7,499        | 152,213    |
| 2012年 | 153,715      | 6,975        | 160,690    |
| 2013年 | 162,609      | 6,083        | 168,692    |
| 2014年 | 167,469      | 6,262        | 173,731    |
| 2015年 | 181,930      | 7,017        | 188,947    |
| 2016年 | 184,425      | 7,112        | 191,537    |
| 2017年 | 188,233      | 7,400        | 195,633    |
| 2018年 | 200,282      | 8,589        | 208,871    |
| 2019年 | 188,014      | 8,356        | 196,370    |
| 2020年 | 165,911      | 7,983        | 173,894    |